# Ichneumon pectoralis
Ichneumon pectoralis là một loài tò vò trong họ Ichneumonidae.